# Geschmückte Dornschwanzagame

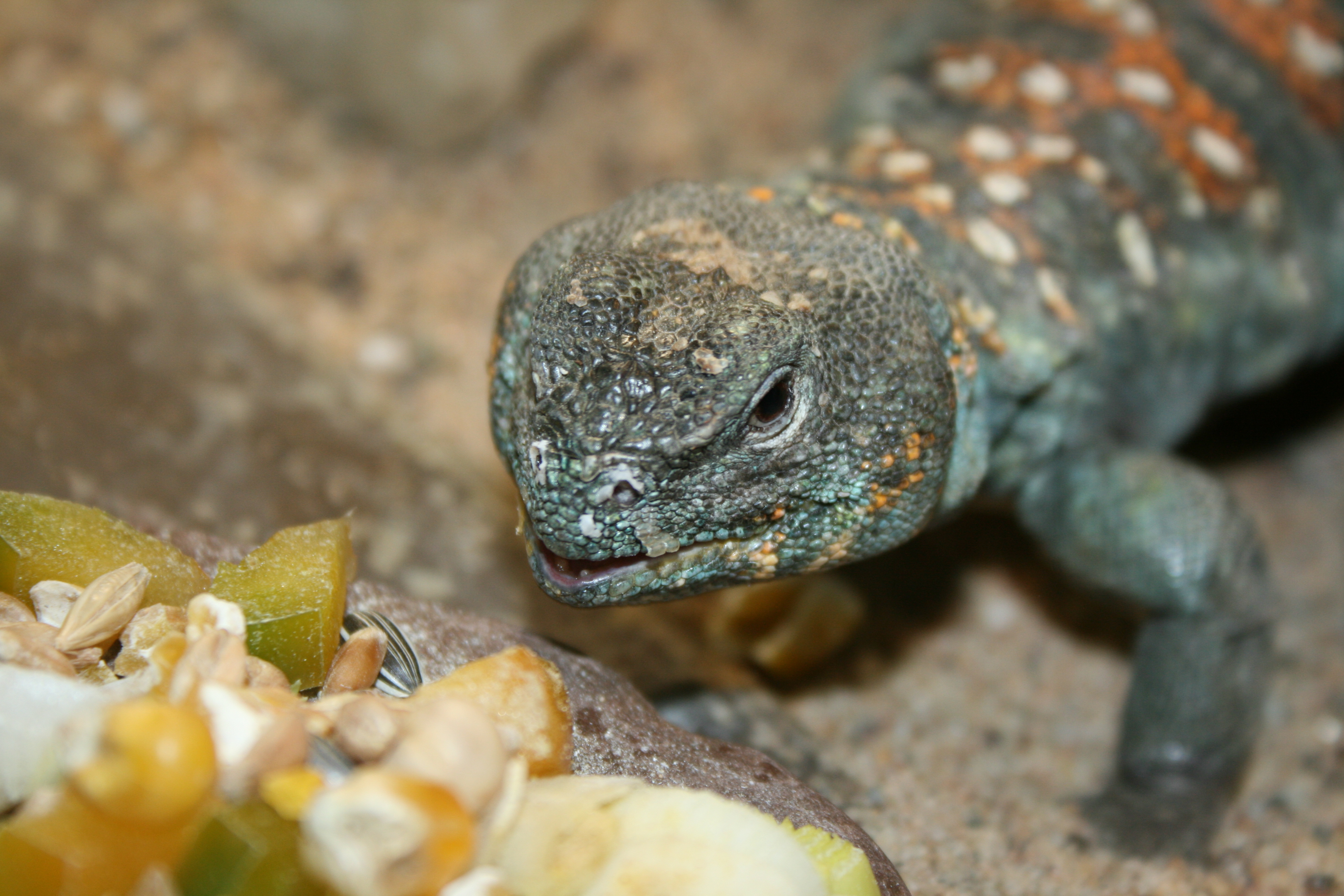
Porträt

Die Geschmückte Dornschwanzagame (Uromastyx ocellata) gehört innerhalb der Familie der Agamen (Agamidae) zur Gattung Uromastyx.

## Beschreibung
Die Geschmückte Dornschwanzagame erreicht eine Gesamtlänge von 30 cm, wobei die Kopf-Rumpf-Länge etwa 16,5 cm und der Schwanz 13,5 cm einnimmt. Sie ist damit eine der kleineren Arten der Gattung der Dornschwanzagamen. Charakteristisch für Geschmückte Dornschwanzagamen ist der mit weißen Augenflecken auf rötlichem Grund verzierte Rücken. Die männlichen Tiere sind im Allgemeinen farbenprächtiger. Ihr Kopf und Rumpf ist rötlich oder grünlich gefärbt. Der Bauch bleibt meist, vor allem bei weiblichen Tieren, weiß oder gelblich. Die Färbungen können, abhängig von Wärme und Lichteinstrahlung, variieren. Die Krallen der Geschmückten Dornschwanzagame sind besonders ausgeprägt, um unterirdische Bauten zu graben, in denen sie sich als tagaktives Tier nachts aufhält. Der Schwanz ist mit spitzen Schuppen ausgestattet. Er dient damit zur Verteidigung gegen Fressfeinde.
Dornschwanzagamen leben sowohl als Einzelgänger als auch in kleineren Gruppen. Sie halten keinen Winterschlaf, jedoch in den Wintermonaten eine Winterruhe.

## Verbreitung
Die Geschmückte Dornschwanzagame ist in felsigen Wüsten Afrikas rund um das Rote Meer zu Hause. Am meisten verbreitet ist sie in Ägypten, Eritrea, Somalia, Dschibuti, Äthiopien und im Sudan. Sie hat einen geringen Wasserbedarf und ist daher den Wüstenregionen gut angepasst.

## Nahrung
Geschmückte Dornschwanzagamen sind überwiegend Pflanzenfresser. Gerade Jungtiere benötigen jedoch Insekten als Nahrungsergänzung.

## Paarungsverhalten
Geschmückte Dornschwanzagamen sind mit 3–5 Jahren geschlechtsreif. Das Männchen beginnt die Paarung mit speziellem Balzverhalten. Es nickt mit dem Kopf oder mit dem Hinterleib und beginnt dann mit einem Kreiseltanz. Das Weibchen dreht sich auf den Rücken, um fehlende Paarungsbereitschaft an zu zeigen.

## Artenschutz
Uromastyx ocellata sind beliebte Terrarientiere. Sie gelten nach BArtSchV als besonders geschützt und sind somit meldepflichtig. Bestandsänderungen und der rechtmäßige Erwerb der Tiere müssen der jeweiligen Landesbehörde gemeldet werden.